# Scytodes propinqua
Scytodes propinqua là một loài nhện trong họ Scytodidae.
Loài này thuộc chi Scytodes. Scytodes propinqua được miêu tả năm 1869 bởi Stoliczka.